# Sciades herzbergii
O Sciades herzbergi  é uma espécie de bagre da família Ariidae. Foi descrito por Marcus Elieser Bloch em 1794, originalmente sob o gênero Silurus. Habita águas marinhas, salobras e de água doce no Brasil, Guiana, Guiana Francesa, Colômbia, Suriname, Venezuela e Trinidad e Tobago. Habita a uma profundidade de 1 a 5 metros (3,3 a 16 pé). Atinge um comprimento total máximo de 94,2 centímetros (37,1 pol) , enquanto os machos atingem mais frequentemente um TL de 30 centímetros (12 pol) e as fêmeas atingem um TL de 62,5 centímetros (24,6 pol). Atinge um peso máximo de 1,5 quilogramas (3,3 lb).  
A dieta desse bagre do mar consiste em anelídeos e crustáceos bentônicos. Observou-se que a desova ocorre em várias épocas do ano, dependendo da região. Atualmente, a espécie é classificada como Pouco Preocupante pela lista vermelha da IUCN, mas sua presença nos canais de mangue a coloca em risco de perda de habitat. A espécie é de interesse para a pesca artesanal no norte do Brasil, mas de menor interesse para a pesca comercial.